# Vindinge (Nyborg Kommune)
 For alternative betydninger, se Vindinge. (Se også artikler, som begynder med Vindinge)
Vindinge er en by på Fyn med 449 indbyggere  (2024), beliggende 29 km øst for Odense og 5 km vest for Nyborg, som den er tæt på at vokse sammen med. Byen hører til Nyborg Kommune og ligger i Region Syddanmark.
Vindinge hører til Vindinge Sogn, og Vindinge Kirke ligger i byen. Vindinge Å løber gennem byen – Vindinge nord for åen er vokset sammen med Rosilde syd for åen.

## Faciliteter
En afdeling af Danehofskolen ligger i Vindinge. Hertil hører SFO'en Spiren. Vindinge Hallen ved skolen benyttes af Vindinge Boldklub, der tilbyder fodbold og håndbold, samt Vindinge Badmintonklub.
Vindinge Forsamlingshus er fra 1919 og har en stor sal til 100 personer og en lille sal til 30 personer. Plejecentret Vindinge Landsbycenter har 24 boliger.

## Historie
Vindinge var hovedby i Vindinge Herred. Øst for byen ligger Gammelborg, hvor det tidligste Nyborg antages at have ligget.

### Jernbanen
Vindinge havde station på Ringe-Nyborg Banen (1897-1962). Stationen hed Lamdrup Station og lå mellem landsbyerne Lamdrup og Vindinge.
I 1899 beskrives Vindinge, Rosilde og Lamdrup således: "Vindinge, ved Nyborg-Bøjdenvejen, med Kirke, Præstegd., Skole, Hospital (opr. 1803 af Baron Fr. C. Holck til Holckenhavn og Forligskommissær P. Bondo, med et Hus til 8 Lemmer af Vindinge og Frørup Sogne), Jærnbanestation („Lamdrup Station") og Andelsmejeri; Rosilde, ved samme Vej, med Friskole; Lamdrup;"
Stationsbygningen er bevaret på Nyhavevej 1.